# JFK (canção)
JFK é uma canção da rapper norte-americana Azealia Banks, de seu álbum de estréia Broke with Expensive Taste. Ouve boatos de que a canção era para Lady Gaga, em que Azealia a acusa a roubar as suas músicas, o que a própria negou.

## Antecedentes e produção
Sob o apelido de 'Miss Bank$', ela lançou um álbum demo, intitulado "Gimme a Chance" para a internet, em 9 de novembro de 2008. Mais tarde, naquele ano, Banks assinaram um contrato com a gravadora XL Recordings e começou a trabalhar com o produtor Richard Russell, em Londres, deixando a marca mais tarde naquele ano devido a ideias conflitantes. Após sua saída da XL Recordings, Banks deixou para trás o apelido 'Miss Bank$' e tornou-se formalmente Azealia Banks, que precedeu uma mudança para Montreal. Utilizando o YouTube como um portal, Banks carregou várias faixas, incluindo a demo "L8R" e um cover de "Slow Hands", de Interpol. Em setembro de 2011, Banks lançou seu single de estréia "212" como um download digital gratuito de seu site, que posteriormente foi lançado oficialmente em 06 de dezembro de 2011, como o primeiro single de seu EP 1991. A faixa alcançou sucesso nos charts europeus, atingindo um máximo de #17 na Holanda, #12 no Reino Unido e número #7 na Irlanda.
JKF apresenta amostras de witch hop e foi produzida por Buddika, que já tinha feito a canção, com o nome Breezin. Ouve boatos, nas redes sociais, de que Azealia tenha feito a música para Lady Gaga. Em uma entrevista, respondeu os comentários feitos pela mídia e pelos fãs da cantora na qual, na entrevista, considerou-os 'loucos':
| “ | A música não é sobre ela (Lady Gaga)! “JFK” é sobre a sensação de ser uma artista nova e ter outra maior roubando o que é seu. É como “Vaca, você tem tudo a sua disposição! Por que você quer roubar as minhas coisas? Todas as suas ideias vêm de mim!” Mas a música não está falando sobre alguém diretamente. Mas poderia ser… Na verdade, ela está falando de alguém, mas não é sobre Gaga, pode ter certeza. Sua pequena fã base, eles são loucos. Eles querem que tudo seja sobre ela. Mas não é sobre a porra da Gaga, desculpa. E pra ser honesta, eu nem sei o que ela anda fazendo. Você só escuta falar sobre ela quando está mudando de roupa ou fazendo alguma coisa maluca. Eu existo nesse mundo legal, alternativo e hipster, onde as pessoas não escutam Lady Gaga. | ” |